# 페이 에머슨
페이 마거릿 에머슨(영어: Faye Emerson, 1917년 7월 8일 ~ 1983년 3월 9일)는 미국의 배우, 정치인이다.